# Styrax conterminus
Styrax conterminus là một loài thực vật có hoa trong họ Bồ đề. Loài này được Donn. Sm. miêu tả khoa học đầu tiên năm 1893.